# Hanston
Hanston är en ort i Hodgeman County i Kansas. Vid 2010 års folkräkning hade Hanston 206 invånare.